# Olympia Mancini

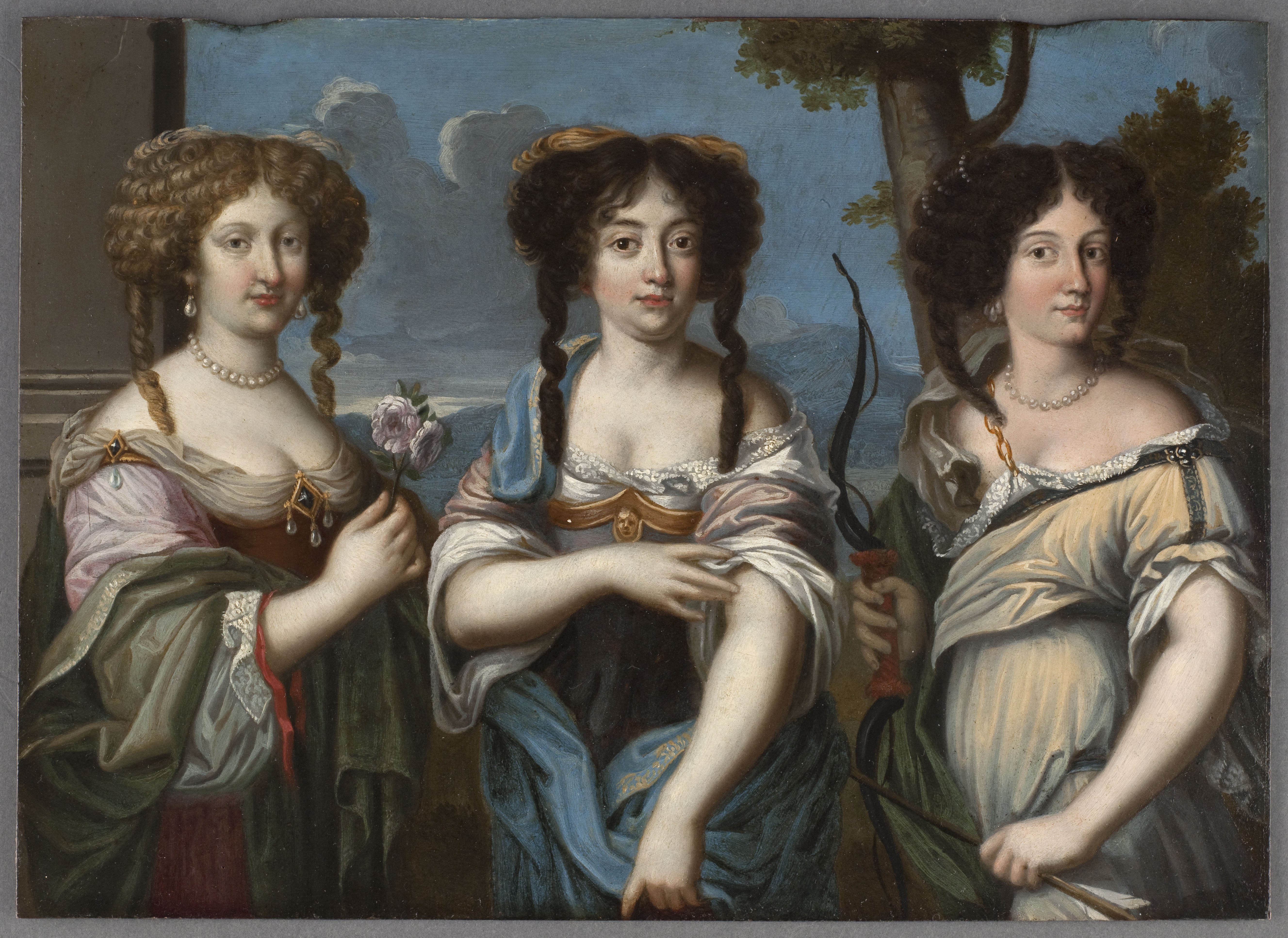
Olympia (links) met Ortensia en Maria Mancini geportretteerd rond 1660.

Portret als de godin Athene (Pierre Mignard, vóór 1695)

Olympia (Frans: Olympe)  Mancini), gravin de Soissons (Rome, 11 juli 1638 - Brussel, 9 oktober 1708) was een nicht van kardinaal Mazarin en een belangrijke figuur aan het hof van koning Lodewijk XIV van Frankrijk. Ze was de echtgenote van graaf Eugenius Maurits van Savoye-Carignano en moeder van de veldheer Eugenius van Savoye.

## Biografie
Olympia Mancini werd in Rome geboren als een dochter van de Italiaanse aristocraat Lorenzo Mancini en Girolama Mazzarini, de zus van Jules Mazarin. Na de dood van haar vader werden Olympia en haar zusters door hun moeder naar Parijs gestuurd in de hoop dat hun oom hen aan goede huwelijkspartners kon helpen. In totaal haalde de kardinaal zeven Mazarinettes naar het Franse hof. Ze kreeg er een verhouding met de Zonnekoning, maar pas na haar huwelijk zouden ze ook omgang in de slaapkamer hebben.
Mancini huwde op 24 februari 1657 met Eugenius Maurits van Savoye-Carignano. Over haar eerste kind, geboren zes maanden later, ging het gerucht dat het door de koning was verwekt. Na het huwelijk van haar zus Maria met Lorenzo Onofrio Colonna werd Olympia Mancini surintendante de la maison de la reine (opziener van de hofhouding van de koningin, de hoogste vrouwelijke positie aan het hof). Ze raakte ook bevriend met Henriëtta Anne van Engeland en introduceerde Louise de La Vallière, een hofdame van de Engelse prinses, aan de koning. In 1673 werd Mancini weduwe.
In 1679 verloor Olympia Mancini haar voorname positie door het uitbreken van de Gifaffaire, waarin heel wat hovelingen werden aangeklaagd. Zelf zou ze met La Voisin gecomplotteerd hebben om Louise de La Vallière te vergiftigen. Ook haar overleden echtgenoot zou ze op die manier hebben omgebracht. Arrestatiebevelen werden uitgevaardigd op 23 januari 1680, maar Lodewijk XIV liet haar verwittigen zodat ze 's nachts in een koets met haar kinderen naar Brussel kon ontkomen. De Chambre Ardente veroordeelde haar bij verstek tot eeuwige ballingschap. Zelf zei ze dat ze was moeten vluchten voor machtige vijanden en bleef ze steeds haar onschuld volhouden.
Te Brussel maakte ze in de gehuurde residentie van Bournonville grote sier. In haar salons ontving ze hooggeplaatsten als Villeroy en ze had een verhouding met landvoogd Farnese. De agenten van oorlogsminister Louvois probeerden haar een kwalijke reputatie te bezorgen, bijvoorbeeld door zwarte katten los te laten wanneer ze knielde in de mis. Bij het kopen van kant in het Begijnhof werd ze zodanig beschimpt en belaagd dat ze in bescherming moest worden genomen. Ze reisde naar Spanje en Engeland, op zoek naar huwelijkspartners voor haar zonen. Een verblijf aan het Spaanse hof werd in 1690 gedwongen afgebroken te midden van geruchten over een nieuwe gifaffaire met als slachtoffer de overleden koningin Marie Louise van Orléans, een nicht van Lodewijk XIV. Ook aan het Brusselse hof veroorzaakte ze schandaal. Het kasteel van Tervuren woonde ze zodanig uit dat landvoogd Maximiliaan van Beieren haar een gedwongen verblijf toewees in de Roos van Jericho. Snel maakte ze zich uit de voeten. Bij haar terugkeer in Brussel werd ze een belangrijke beschermvrouwe van de componisten Pietro Antonio Fiocco en Henry Desmarest. Ze overleed er in 1708 en werd begraven in de Miniemenkerk. Drie maanden voordien, op haar zeventigste verjaardag, had haar zoon Eugenius in de Slag bij Oudenaarde een vernietigende nederlaag toegebracht aan de troepen van de Lodewijk XIV. Haar voormalige minnaar vond in Eugenius zijn nemesis in de Spaanse Successieoorlog.

## Nageslacht
Olympia Mancini kreeg in totaal acht kinderen bij Eugenius Maurits van Savoye-Carignano:
- Lodewijk Thomas (1657 – 1702), graaf van Soissons
- Filips (1659 – 1693), abt en ridder in de Orde van Malta
- Lodewijk Julius (1660 – 1683), bijgenaamd chevalier de Savoie
- Emanuel Filibert (1662 – 1676), graaf van Dreux
- Frans Eugenius (1663 – 1736), militair
- Maria Johanna Baptista (1665 – 1705), bijgenaamd mademoiselle de Soissons
- Louise Filiberta (1667 – 1726), bijgenaamd mademoiselle de Carignan
- Francisca (1668 – 1671), bijgenaamd mademoiselle de Dreux